# Jan Fišer (houslista)
Jan Fišer (* 4. dubna 1980, Rokycany) je český houslista, koncertní mistr, umělecký vedoucí a příležitostný dirigent PKF – Prague Philharmonia (Pražské komorní filharmonie). Od sezóny 2020/2021 byl jmenován koncertním mistrem České filharmonie.

## Profesní život

### Studia a mistrovské kurzy
Jan Fišer se narodil 4. dubna 1980 v Rokycanech do hudební rodiny. Jeho otec je houslistou (pedagogem) a matka zpívala a tancovala ve folklórním souboru, kde se s otcem také seznámili. Studia zahájil pod vedením Hany Metelkové, vystudoval (v letech 1994 až 2000) Pražskou konzervatoř ve třídě u Jaroslava Foltýna a soukromou výzkumnou univerzitu Carnegie Mellon University – School of Music v USA ve třídě koncertního mistra (Pittsburgh Symphony Orchestra) houslisty a dirigenta Andrése J. Cárdenese (v roce 2003).
Hudební vzdělání si rozšířil účastí na mnoha mistrovských kurzech v Semmeringu (Rakousko v letech 1994, 1995, 1996, 1999), Bonnu (v roce 1998) a na Meadowmount School of Music (Spojené státy americké, v letech 1998 až 2000) (tady studoval u houslisty Stephena B. Shippse). Účinkoval také na mistrovských kurzech vedených izraelským houslistou, violistou a dirigentem Pinchasem Zukermanem (v roce 1998); americkým houslistou Gilem Shahamem (v roce 2003) a americkým houslistou a dirigentem Josephem Silversteinem (v roce 1998).

### Ocenění
V roce 1996 se Jan Fišer stal absolutním vítězem Kocianovy soutěže (Ústí nad Orlicí) a ve stejném roce (1996) laureátem mezinárodní rozhlasové soutěže mladých hudebníků Concertino Praga (obor duo). V roce 1997 zvítězil ve stejném oboru v soutěži Tribuna mladých hudebníků UNESCO (Slovinsko) a v roce 1998 v houslové soutěži na festivalu vážné hudby Beethovenův Hradec (Hradec nad Moravicí), kde obdržel Cenu za nejlepší interpretaci Sonáty číslo 3 Bohuslava Martinů. V roce 1999 získal cenu Davidoff Prix pro nejtalentovanějšího mladého hudebníka v České republice.

### Hudební aktivity
Jan Fišer koncertuje v České republice, ale i v zahraničí (Francie, Itálie, Německo, Japonsko, Spojené státy americké a další země). Vystoupil rovněž s několika orchestry: Pittsburgh Symphony Orchestra, Talichův komorní orchestr (Pražské jaro 2002), Pražská komorní filharmonie, Bruno Walter Festival Orchestra, Filharmonie Bohuslava Martinů Zlín a další.
Sólově vystupoval v Německu, Rakousku, Slovensku, Slovinsku, Itálii, Francii, Polsku, Španělsku (Pau Casals International Music festival), Švýcarsku (Murten Classics), Japonsku a USA (Brevard Music Festival). Jan Fišer rovněž pravidelně nahrává pro rozhlasové a televizní společnosti. Podílel se (jako jeden z pěti laureátů) na nahrávání CD Pocta Jaroslavu Kocianovi u příležitosti 40. výročí Kociánovy mezinárodní houslové soutěže. Jan Fišer se rovněž věnuje komorní hře. V roce 1999 založil (spolu s klavíristou Ivo Kahánkem a s violoncellistou Tomášem Jamníkem) klavírní Trio Concertino.
V Pražské komorní filharmonii zastával od února roku 2004 funkci koncertního mistra (1. housle), uměleckého vedoucího orchestru i jeho příležitostného dirigenta.

## Diskografie
- Pocta Jaroslavu Kocianovi (CD, Český rozhlas Brno 1998).[1]